# Раселтон (Пенсилванија)
Раселтон (енгл. Russellton) насељено је место без административног статуса у америчкој савезној држави Пенсилванија.

## Демографија
По попису из 2010. године број становника је 1.440, што је 90 (-5,9%) становника мање него 2000. године.
| Група             | 2000.         | 2010.         |
| Белци             | 1.494 (97,6%) | 1.404 (97,5%) |
| Афроамериканци    | 6 (0,4%)      | 13 (0,9%)     |
| Азијати           | 8 (0,5%)      | 6 (0,4%)      |
| Хиспаноамериканци | 10 (0,7%)     | 10 (0,7%)     |
| Укупно            | 1.530         | 1.440         |